# SC Ritzing
SC Ritzing is een Oostenrijkse voetbalclub uit Ritzing, in de provincie Burgenland. De club speelt in de amateurklassen. Hoewel het dorp slechts 900 inwoners telt, biedt het Sonnenseestadion plaats voor vierduizend toeschouwers. 

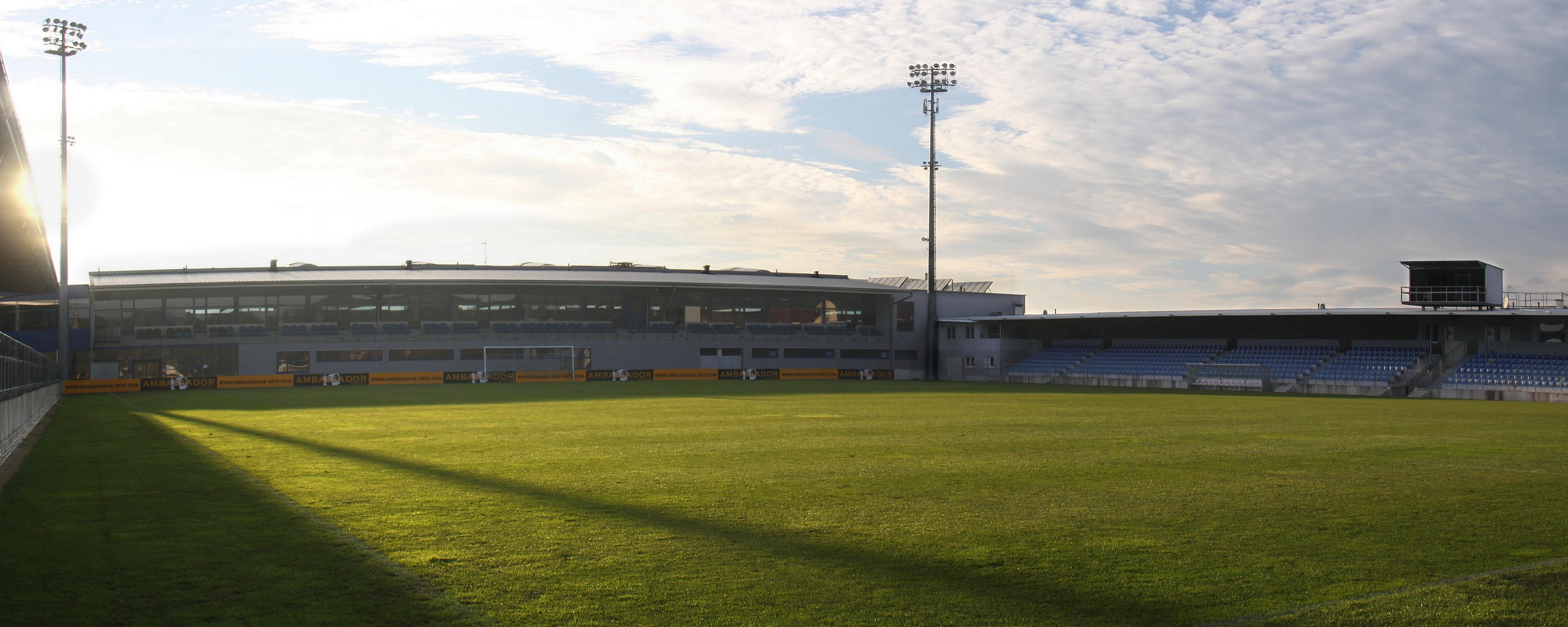
Het Sonnenseestadion in Ritzing. Menig 2. Liga-club is jaloers op het moderne complex van de kleine club.

## Geschiedenis
Sinds de oprichting in 1963 speelde SC Ritzing in de lagere regionen van het amateurvoetbal. In 2004 lukte het voor het eerst om naar het hoogste amateurniveau te promoveren, de Regionalliga. Na drie seizoenen moest het degraderen naar de Burgenlandliga, het vierde niveau. 
In het seizoen 2009/10 lukte het de Burgenlanders om opnieuw te promoveren naar de Regionalliga. Vier jaar later kon men in de zomer nog maar net een faillissement voorkomen. In 2015 kroonde SC Ritzing zich tot kampioen van de Regionalliga, maar de Oostenrijkse voetbalbond besloot hen geen licentie te geven voor de Erste Liga. De plaats in de play-offs werd overgenomen door het nabijgelegen SC-ESV Parndorf, dat uiteindelijk over twee wedstrijden van Austria Klagenfurt verloor. 
In de zomer van 2017 besloot Ritzing om zich uit de Regionalliga terug te trekken en te gaan spelen in de II. Liga Mitte. Hierin nam het de plaats over van het belofteteam.   